# Agreement Between Great Britain and Sweden Relating to the Suppression of the Capitulations in Egypt
Agreement Between Great Britain and Sweden Relating to the Suppression of the Capitulations in Egypt var en överenskommelse som slöts den 21 juli 1921 mellan den brittiska och svenska regeringen avseende de svenska medborgarnas ställning i det egyptiska rättssystemet. Detta i en tid då det Ottomanska imperiet tagits över av västmakterna, bland annat Storbritannien. Överenskommelsen registrerades i League of Nations Treaty Series den 19 juli 1921.

## Överenskommelsen
Överenskommelsen innebar att svenska medborgare i Egypten skulle lyda under brittisk lagstiftning liksom att svenska medborgare skulle ha samma rättigheter som brittiska medborgare. 